# 金玟廷 (短道速滑运动员)
金玟廷（谚文：김민정，朝鲜汉字：金玟廷，1985年3月20日—），是韩国著名的女子短道速滑运动员。她是2009年世界短道速滑锦标赛全能亚军。

## 职业生涯
2009年世界短道速滑锦标赛中，金玟廷获得1500米金牌和1000米、3000米两个单项银牌，并获得全能亚军。一周之后，她又率领韩国女子短道速滑队在海伦芬获得2009年世界短道速滑团体锦标赛团体银牌。
2010年世界短道速滑锦标赛中，她获得3000米接力金牌。一周之后，她又随韩国女子短道速滑队在博尔米奥获得2010年世界短道速滑团体锦标赛团体金牌。

## 资料来源
- 2010世界短道速滑锦标赛官方网站(英文)
- 金玟廷-国际滑冰联盟（ISU）